# حصار (استحکامات نظامی)

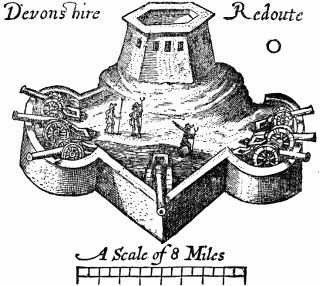
طرحی از یک حصار در سال ۱۶۱۴

حصار (انگلیسی: Redoubt) نوعی از استحکامات است که غالباً به فضای محصور و قابل دفاع پیرامون دژ اصلی گفته می‌شود و عمدتاً با خاک و سنگ و آجر احداث می‌گردد. هدف از ساخت این نوع از استحکامات دفاع از سربازان بیرون از خط دفاعی اصلی است که یا به صورت موقت و با شتاب یا از قبل در محل ساخته می‌شود. ساخت این نوع استحکامات از زمان‌های قدیم و قرون وسطی وجود داشت اما در دوران استعمار جز راهبردهای نظامی اکثر کشورهای اروپایی شد و به خصوص در قرن ۱۷ میلادی در استحکامات بیرونی دژهای مدل ووبن بسیار محبوب بود.
در قرن ۲۰ میلادی و با تغییر تاکتیک‌ها و ابزارهای جنگ از اهمیت مواضع دفاعی ثابت مانند حصارها به شدت کاسته شد و این نوع سازه‌ها کنار گذاشته شدند.